# Генріх Панофка
Генріх Панофка (нім. Heinrich Panofka; 3 жовтня 1807) — німецький скрипаль, композитор і музичний педагог. Брат археолога Теодора Панофки.

## Біографія
Почав навчатися музиці у рідному місті, однак потім за наполяганням батька вступив на юридичний факультет Університету Бреслау. Надалі, однак, захоплення музикою взяло верх, і Панофка перебрався до Відня, де займався під керівництвом Йозефа Майзедера. У 1827 році з успіхом дебютував як соліст і протягом декількох років гастролював по Німеччині. У 1831 році він оселився у Берліні, працюючи переважно як музичний журналіст, у 1834 році переселився до Парижа, де грав в Оркестрі концертного товариства Паризької консерваторії, продовжував займатися журналістикою (співпрацюючи в тому числі з «Новою музичною газетою»), а одночасно вчився співу в Марко Бордоньї. У 1842 році разом із Бордоньї заснував Академію любителів співу, після її закриття в 1847—1852 роках працював у Лондоні як вокальний педагог, диригент і хормейстер. Повернувшись у Париж, займався переважно педагогічною діяльністю; з 1866 року і майже до самого кінця життя працював у Флоренції, де у нього, зокрема, брала уроки Медея Фігнер.
Автор методичних посібників із вокального мистецтва «Практичний підручник співу» (англ. The Practical singing tutor; Лондон, 1852), «Мистецтво співу» (фр. L'art de chanter; Париж, 1853), «Вокальна азбука» (фр. Abécédaire vocal; Париж, 1858), довідника вокалістів-сучасників «Голосу і співаки» (фр. Voix et chanteurs; Париж, 1870), ряду концертних творів. Домашній альбом Панофки, що містить автографи Бетховена, Шуберта, Ліста, Берліоза і багатьох інших музичних знаменитостей, був факсимільно опублікований у 2007 році.